# Шотландская Википедия
Шотла́ндская Википе́дия (скотс Scots Wikipaedia) — раздел энциклопедии Википедия на англо-шотландском языке или Скотсе.

## Общие данные
Раздел основан 23 июня 2005 года. Первая тысяча статей была написана в феврале 2006 года, через полгода после открытия раздела. Рубеж в 5 000 статей был достигнут лишь через пять лет после написания первой статьи — в ноябре 2010 года. В конце декабря 2012 года в этом языковом разделе Википедии было немногим более 12 000 статей. По состоянию на 22 июня 2022 года на шотландской Википедии создано 40 549 статей.
По состоянию на июнь 2022 года в шотландском разделе Википедии зарегистрировано 93 974 участника, 86 из которых проявили активность за последний месяц. 
В Шотландской Википедии 3 администратора.

## Критика
Шотландский литературный обозреватель и редактор Тед Броклебанк (Ted Brocklebank) описал данный раздел википедии как «дешёвую попытку создания языка» («cheap attempt at creating a language»).
Однако доктор Крис Робинсон (Chris Robinson), редактор Словаря на шотландском языке (The Dictionary of the Scots Language), отозвался более позитивно: «Тот факт, что (раздел) хорош, даёт повод (завистникам) лгать и отзываться о нём негативно» («The fact it is doing well gives a lie to all those people who decry Scots and try to do it down»).
В 2020 году раздел привлек к себе внимание после того, как в сообщении на форуме «Reddit» было отмечено, что в проекте было необычно много статей, написанных на шотландском языке очень низкого качества одним активным участником. По крайней мере 20 000 статей были созданы одним американским подростком, который не говорит на шотландском языке, и пишет на английском, без использования настоящих шотландских идиом или грамматической структуры, время от времени вставляя шотландские слова, часто путая их смысл и делая в них орфографические ошибки. Предположительно, использует онлайн англо-шотландский словарь для грубого перевода фрагментов статей из английской Википедии. Профессор Роберт Макколл Миллар, заведующий кафедрой лингвистики и шотландского языка в Университете Абердина, сказал, что затронутые статьи отражают «очень ограниченное знание как современного шотландского, так и его более ранних проявлений».
Язык статей описывают как коверканье английского подростком, который пытается писать с шотландским акцентом.
Майкл Демпстер, директор шотландского языкового центра, связался с Викимедиа по поводу возможности развития существующей инфраструктуры шотландской Википедии, описав возобновившийся интерес к разделу как имеющий «потенциал стать большим онлайн-центром» шотландского языка.